# 沖ノ島古墳群
沖ノ島古墳群（おきのしまこふんぐん、沖の島古墳群）は、兵庫県南あわじ市阿那賀の沖の島にある古墳群。史跡指定はされていない。

## 概要
淡路島南部、鳴門海峡に面した伊毘港の沖合に浮かぶ沖の島（無人の小島）に営まれた古墳群である。約18基から構成される。1960-1961年（昭和35-36年）に発掘調査が実施されている。
古墳はいずれも直径数メートルの小円墳で、埋葬施設は2基（1・2号墳）が片袖式の横穴式石室とし、11基が小型竪穴式石室とする。副葬品として、須恵器などのほかに鉄釣針・軽石うき・土錘・イイダコ壺・棒状石製品などの漁具が多数出土した点で特色を示す。築造時期は古墳時代後期-終末期の6世紀後半-7世紀前半頃と推定され、立地・副葬品により海に関係する集団の墓として注目される古墳群である。

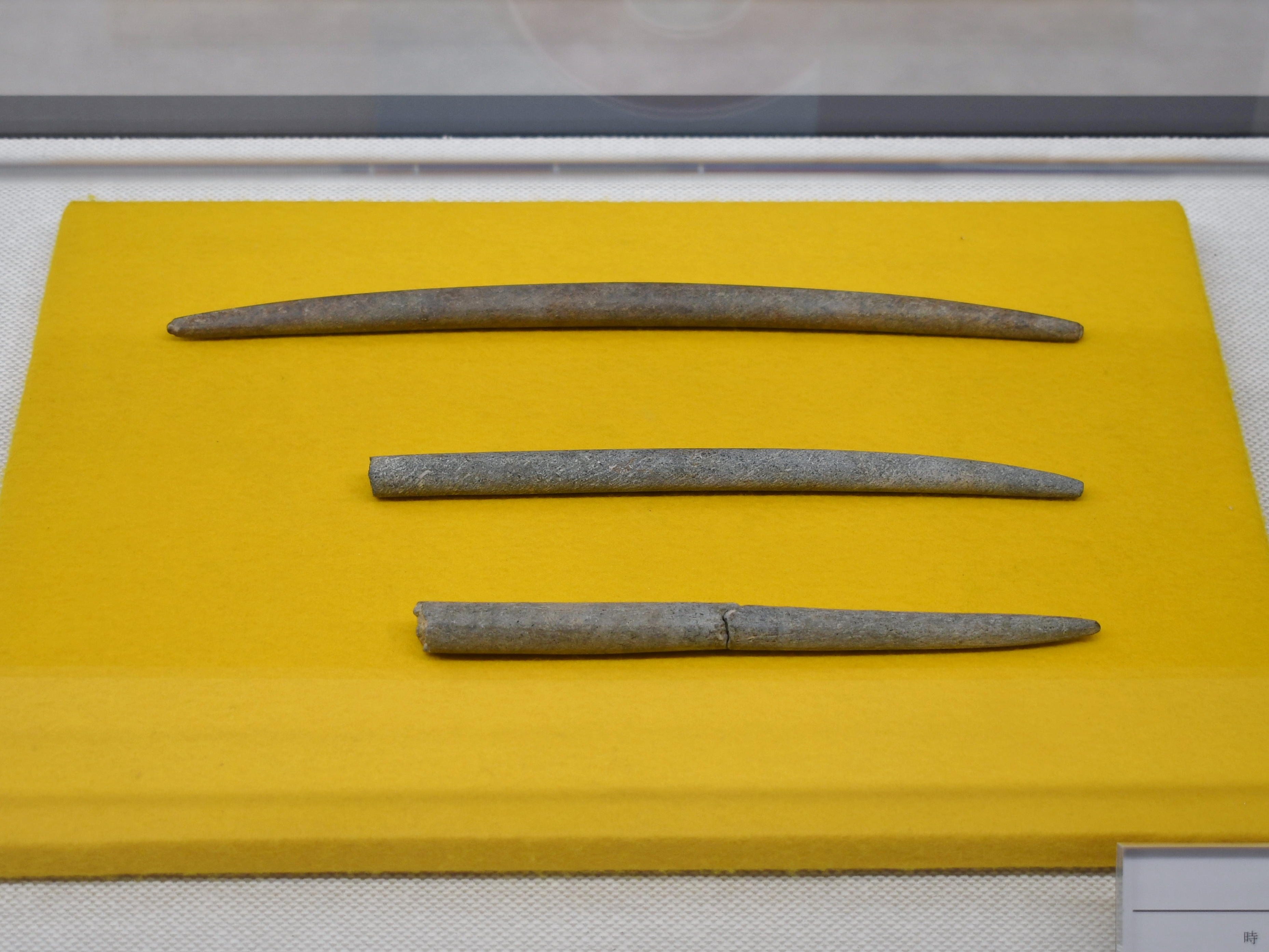
棒状石製品 南あわじ市滝川記念美術館玉青館展示（他画像も同様）。
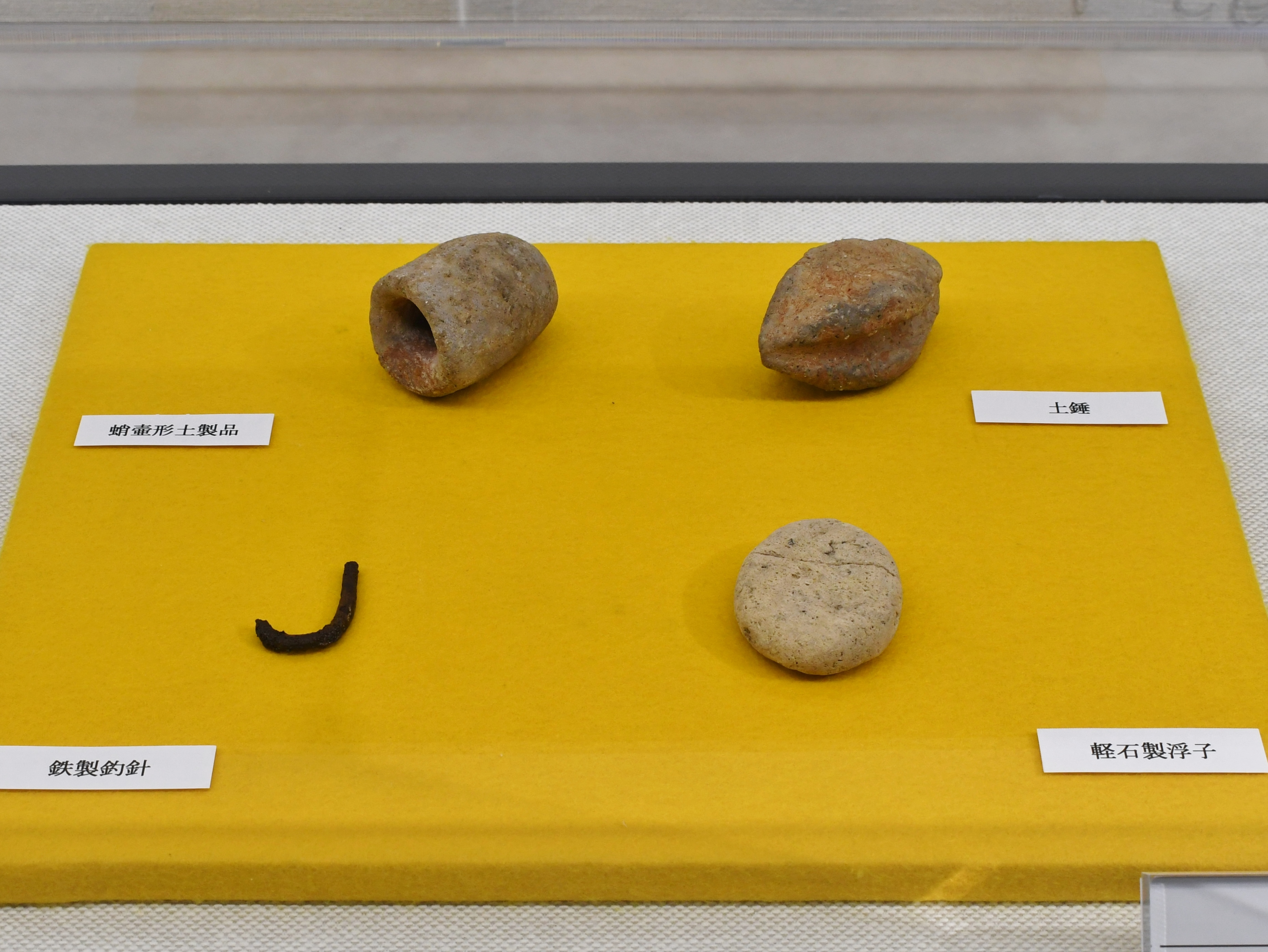
漁労具
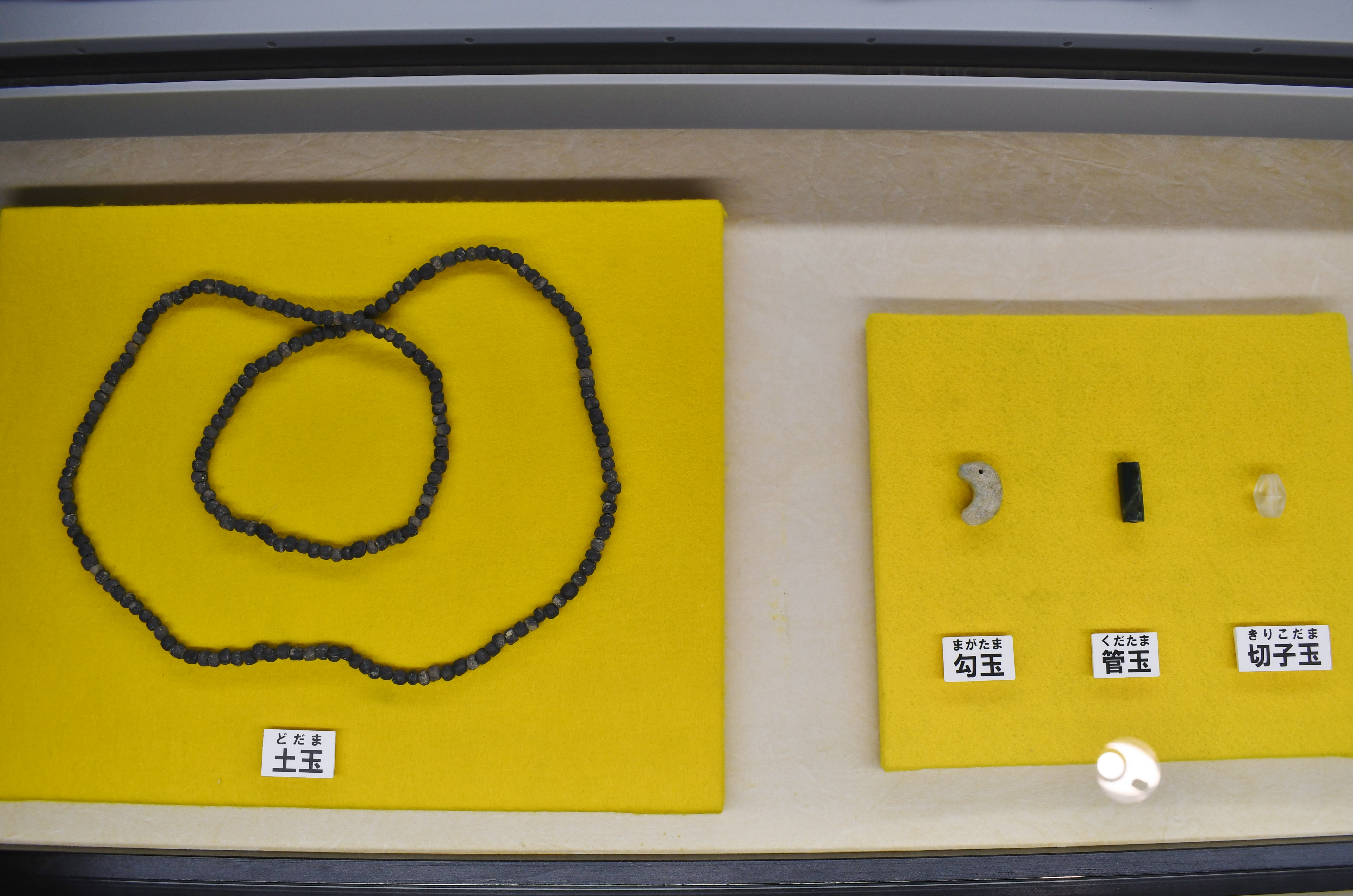
玉類
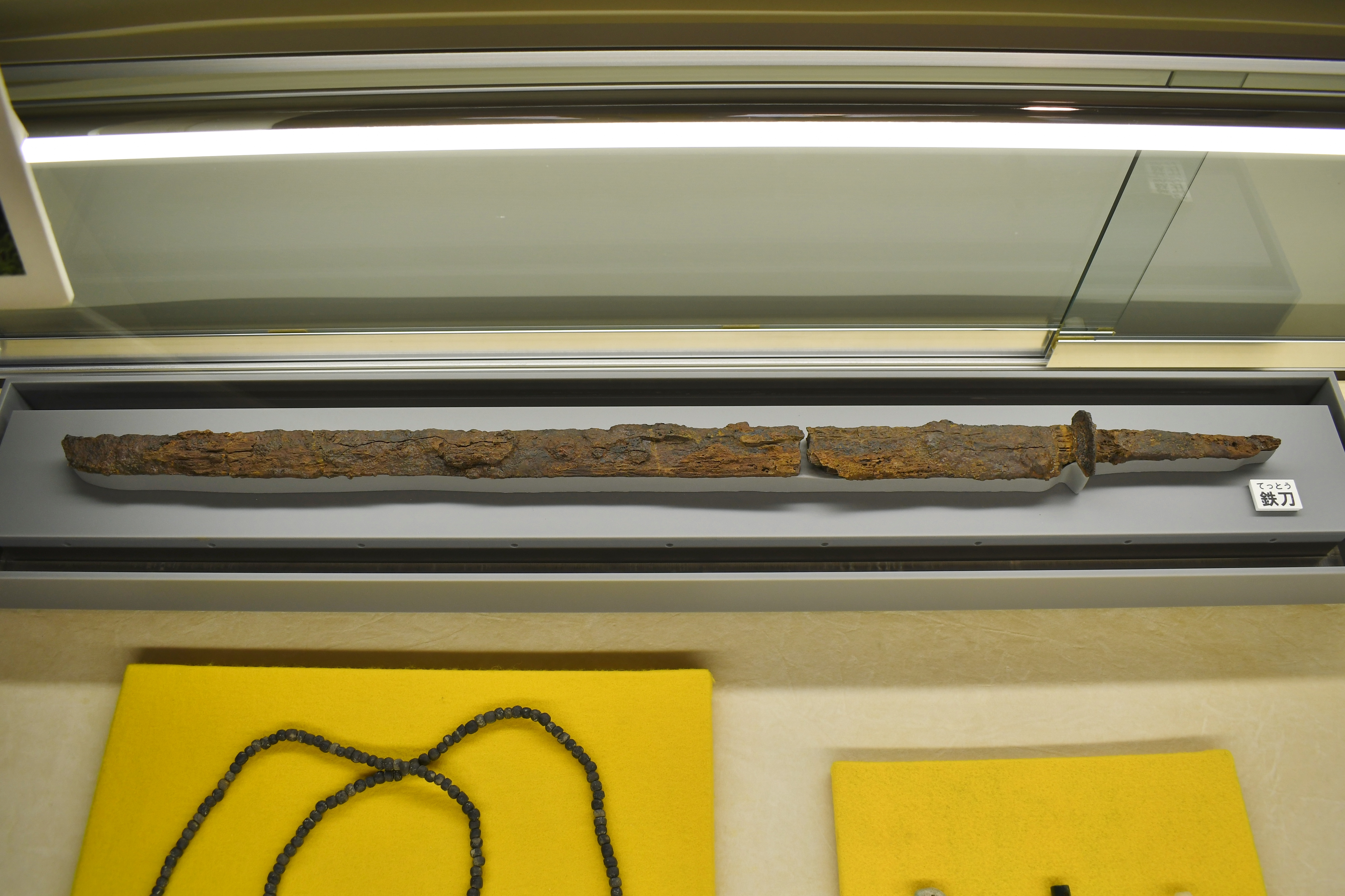
鉄刀
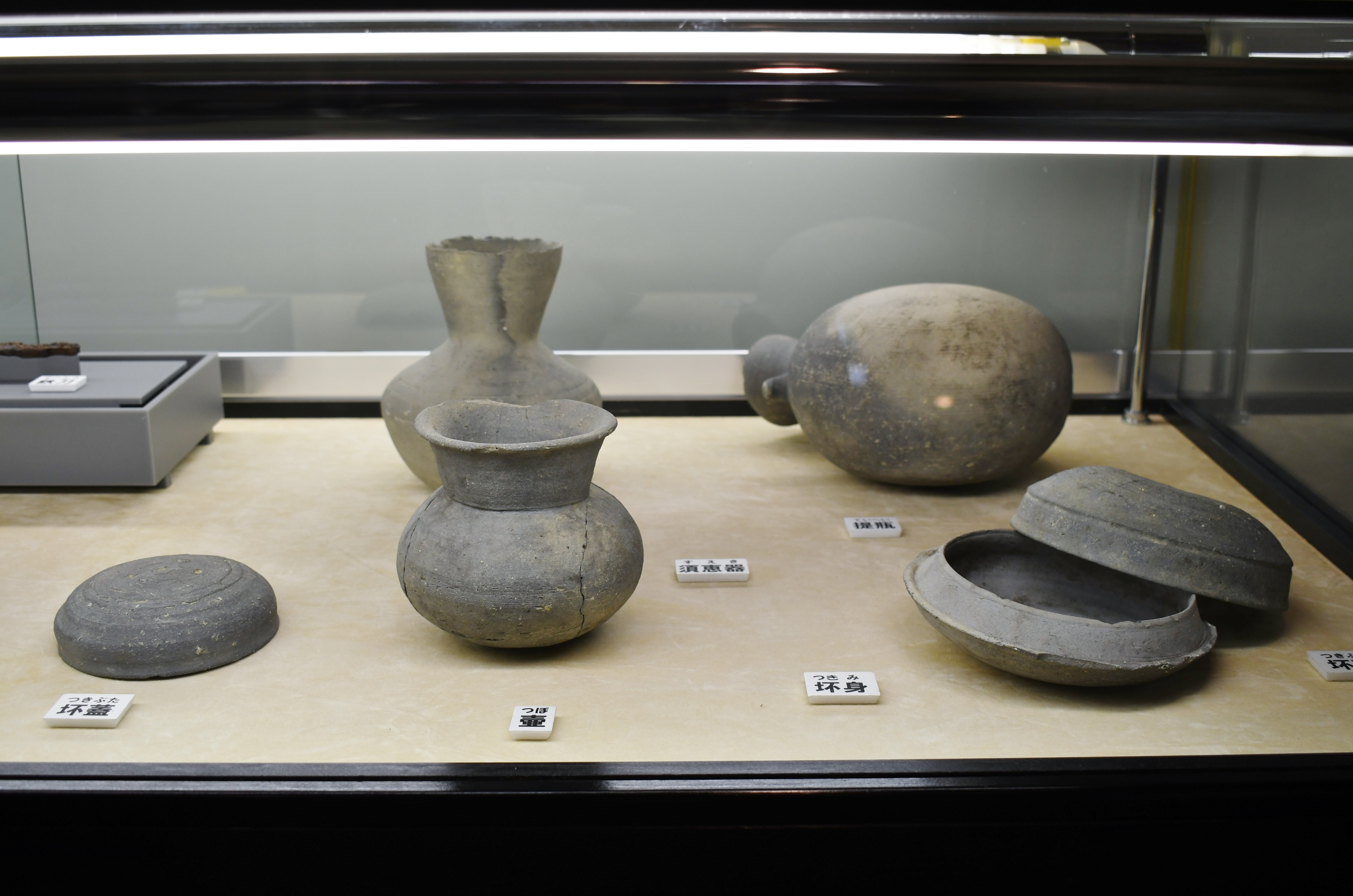
須恵器

## 関連施設
- 南あわじ市滝川記念美術館 玉青館（南あわじ市松帆西路） - 沖ノ島古墳群の出土品を保管・展示。

## 関連文献
（記事執筆に使用していない関連文献）
- 『淡路・沖ノ島 -淡路・沖ノ島古墳群発掘調査報告-』西淡町教育委員会、1987年。